# Tanja Logvin
Tatjana "Tanja" Logvin (født 25. august 1974 i Zaporizjzja, Sovjetunionen) er en østrigsk tidligere håndboldspiller og nuværende -træner. 

## Aktiv karriere
Hun har spillet i klubber som Hypo Niederösterreich og slovenske Krim Ljubljana, hvor hun havde stor succes. Således var hun med til at vinde otte østrigske mesterskaber og otte  østrigske pokalsejre samt to EHF Champions League-titler med Hypo og to slovenske mesterskaber, to slovenske pokaltitler og en Champions Trophy med Krim. 
I 2006 kom hun til Aalborg DH. Overgangen fra Hypo Niederösterreich til Aalborg DH var præget af problemer, da Hypo, efter at Logvin havde skrevet kontrakt med Aalborg DH, mente at have en option i hendes kontrakt, så hun skulle spille et år til hos Hypo. Striden holdt Logvin fra at spille de første kampe i sæsonen, da hendes spilletilladelse ikke var ankommet til Dansk Håndbold. Ved forbundets mellemkomst, og efter at sagen havde været omkring EU-kommissionen, kom spilletilladelsen dog, og Tanja Logvin spillede for Aalborg DH. Efter tre sæsoner her spillede hun for forskellige mindre danske klubber, afvekslende med at være træner, inden hun i 2012 indstillede sin aktive karriere.
Hendes favoritposition var venstre back, hvorfra hun scorede mange mål. Hun spillede i alt 107 landskampe for Østrig og scorede 820 mål. Hun var blandt andet turneringstopscorer under VM i 2005 med 60 mål i fem kampe på trods af, at Østrig ikke nåede videre fra indledende runde. Hun var også med til at vinde bronze ved VM 1999 samt blive nummer fire ved EM 1998 og nummer fem ved OL 2000 i Sydney.

## Trænerkarriere
Efter opholdet i Aalborg DH var Logvin cheftræner i Vendyssel indtil den 13. november 2012, hvor Vendsyssel Håndbold offentliggjorde, at Logvin skulle spille for klubbens førstedivisionshold, og at hun derfor stoppede som træner. Hun fortsatte dog som håndboldtræner for FfI-Frederikshavns U/18-piger og som lærer på Nordjyllands Idrætsefterskole.
I 2017 flyttede Logvin til Tyskland, hvor hun blev træner for et par mindre hold, inden hun 2018-2020 var træner for kvinderne i SV Union Halle-Neustadt i Bundesligaen.